# Resist
Resist è il settimo album in studio del gruppo symphonic metal olandese Within Temptation, pubblicato nel 2019.

## Tracce
Testi e musiche di Sharon den Adel, Robert Westerholt e Daniel Gibson, eccetto dove indicato.
1. The Reckoning (feat. Jacoby Shaddix) – 4:11
2. Endless War – 4:09
3. Raise Your Banner (feat. Anders Fridén) – 5:34 (Sharon den Adel, Robert Westerholt, Daniel Gibson, Mathijs Tieken)
4. Supernova – 5:34 (Sharon den Adel, Robert Westerholt, Daniel Gibson, William Knox)
5. Holy Ground – 4:10
6. In Vain – 4:25 (Sharon den Adel, Robert Westerholt, Daniel Gibson, William Knox)
7. Firelight (feat. Jasper Steverlinck) – 4:46 (Sharon den Adel, Daniel Gibson, Sarah De Courcy Astos, Daniel Barkman)
8. Mad World – 4:57
9. Mercy Mirror – 3:49
10. Trophy Hunter – 5:51 (Sharon den Adel, Robert Westerholt, Stefan Helleblad, Emma Bjernvall)

## Formazione
- Sharon den Adel – voce
- Ruud Jolie – chitarre
- Robert Westerholt – chitarre
- Stefan Helleblad – chitarre
- Martijn Spierenburg – sintetizzatori, pianoforte
- Jeroen van Veen – basso
- Mike Coolen – batteria

Altri musicisti
- Jacoby Shaddix – voce aggiuntiva (traccia 1)
- Anders Fridén – voce aggiuntiva (traccia 3)
- Jasper Steverlinck – voce aggiuntiva (traccia 7)

Produzione
- Daniel Gibson – produzione, arrangiamento
- Within Temptation – produzione
- Mathijs Tieken – produzione aggiuntiva
- Stefan Helleblad – ingegneria del suono
- Taylor Larson – missaggio
- Ernie Slenkovich – missaggio addizionale
- Brian Gardner – mastering
- Emmanuel Shiu – artwork di copertina